# Raigarh
|  | Aquest article tracta sobre sobre la fortalesa de Maharashtra. Si cerqueu pel principat de l'Índia central, vegeu «Principat de Raigarh». |

Raigarh o Raigad (marathi:रायगड) és una fortalesa de muntanya a l'extrem oriental del districte de Raigad a Maharashtra. Fou capital de Sivaji que s'hi va coronar el 1674 i va conservar aquesta condició fins uns 6 anys després de la seva mort el 1680. Està situat a les muntanyes Sahyadri (derivacions dels Ghats Occidentals) a 820 metres d'altura. Una estàtua de Sivaji es va erigir a l'exterior, en la via que porta al temple de Jagdishwar i al samadhi (tomba) de Sivaji i del seu gos Waghya.
Aquesta fortalesa s'anomenava Rairi i pertanyia a una dinastia local, els mauryes descendents d'una branca menor dels antics mauryes. Sivaji la va arrabassar a Chandar Rao Maurya (Mores en marathi), feudataris del sultanat de Bijapur. Sivaji la va renovar i engrandir i la va rebatejar Raigarh o Raigad (Fortalesa del Rei) designant-la com la seva capital. Fes de l'1 de gener de 1981 dona nom al districte de Raigarh o Raigad (abans districte de Kolaba).

## Galeria

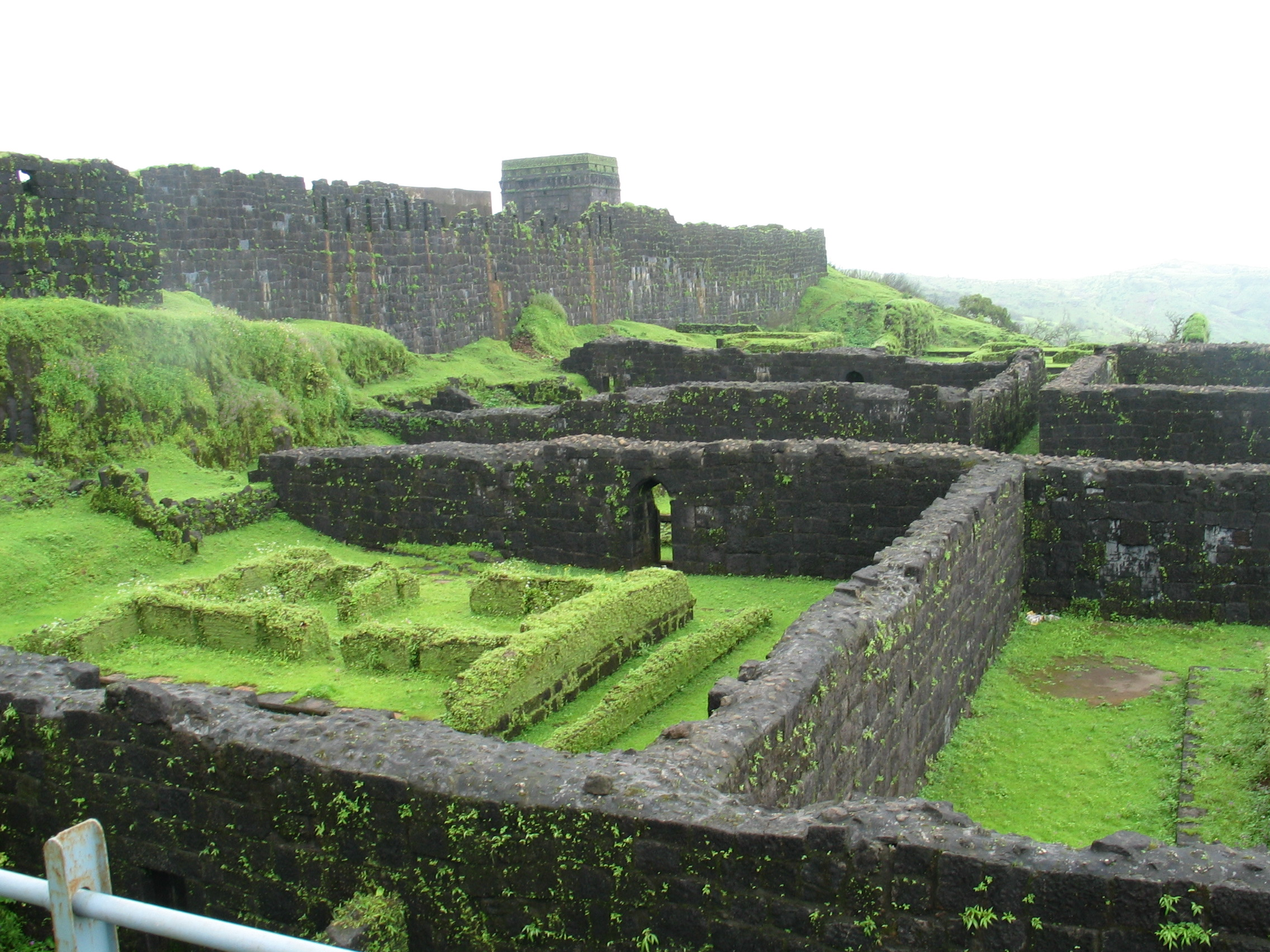
Ruïnes del fort i palau
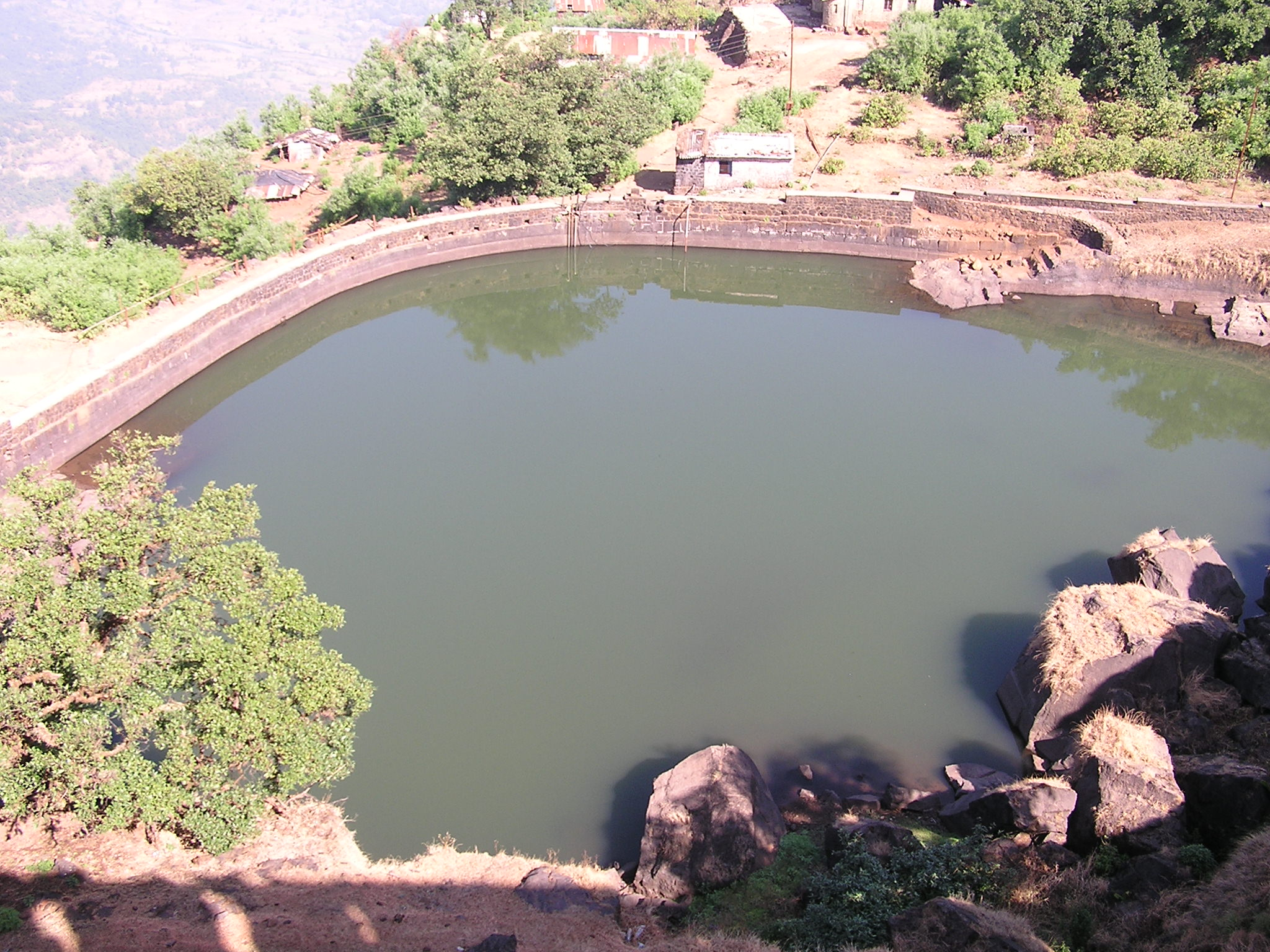
Llac Ganga Sagar que abastia el fort